# NGC 5814
NGC 5814 este o radiogalaxie situată în constelația Fecioara. A fost descoperită în 13 aprilie 1828 de către John Herschel.